# اتهام (فیلم ۱۹۵۰)
اتهام (ایتالیایی: Atto d'accusa) فیلمی ایتالیایی در سبک ملودرام به کارگردانی جاکومو جنتیلومو محصول سال ۱۹۵۰ است.

## بازیگران
- لئا پادووانی در نقش ایرنه
- مارچلو ماسترویانی در نقش رناتو لا توره
- آندره‌آ ککی در نقش بازرس کنستانتینی
- کارل لودویگ دیل در نقش ماسیمو روسکا